# Hornsey (London)
Hornsey ist ein Ortsteil in Nordlondon, Großbritannien, der zum London Borough of Haringey gehört. Das innerstädtische Wohngebiet liegt etwa 10 km nördlich von Charing Cross. Im Westen wird es Queen's Wood und im Norden an dem Alexandra Palace-Park begrenzt. Es erstreckt sich im Tal des heute überdeckten River Moselle. Das Zentrum von Hornsey ist Hornsey Village.

## Geschichte
Der Name Hornsey hat seinen Ursprung in der angelsächsischen Zeit und leitet sich wahrscheinlich von einem Stammesoberhaupt namens Haering ab. Die früheste schriftliche Form des Namens war Harenhg’, aus der sowohl der Name des Borough of Haringey als auch der Name Hornsey entstanden ist.
Hornsey war seit dem 7. Jahrhundert Teil der Diözese London. Die Siedlung entwickelte sich entlang der heutigen Hornsey High Street. Die Pfarrkirche St. Mary, deren Turm erhalten ist, existierte wahrscheinlich schon lange bevor sie 1291 erstmals urkundlich erwähnt wurde. Im Mittelalter wurde das stark bewaldete Gebiet um Hornsey gerodet, und die Flächen wurden als Weideland genutzt. Zwischen 1609 und 1613 wurde der New River, ein künstlicher Kanal zur Wasserversorgung Londons, gebaut, der ursprünglich durch die High Street verlief. 
Mit der Eröffnung der Bahnstrecke von London nach Peterborough durch die Great Northern Railway (GNR) im August 1850 erhielt Hornsey einen Bahnhof, ein Lokomotivdepot und ein Rangierbahnhof. In der Folge verlor die Siedlung ihren dörflichen Charakter und entwickelte sich zu einem beliebten Wohngebiet für Handwerker und Angestellte, die in der Stadt arbeiteten und im Umland wohnen wollten. Im Jahr 1903 wurde die Gemeinde zum Municipal Borough of Hornsey, der 1965 zusammen mit Wood Green und Tottenham in das London Borough of Haringey integriert wurde. Das Dorf Hornsey war somit nicht länger ein Rückzugsort auf dem Land in Middlesex, sondern verwandelte sich in einen der nördlichen Vororte Londons.